# Hirnhaube
Eine Hirnhaube (auch Eisenhaube, ital. Cervelliera  oder Segretta in Testa) ist eine eng anliegende, die Schädeldecke und Stirnpartie schützende Eisenkappe, die im frühen 13. Jahrhundert aufkam.

## Beschreibung
Sie wurde typischerweise in Verbindung mit der aus Ringpanzergeflecht bestehenden Helmbrünne unter einem Topfhelm getragen. Im 14. Jahrhundert wurde die Hirnhaube von der aus ihr hervorgegangenen Beckenhaube verdrängt, fand jedoch in geringfügig modifizierter Form unter den Kriegsknechten des frühen 16. Jahrhunderts erneut Verbreitung.
Im 16. Jahrhundert wurden Hirnhauben (Hirnhäubel) auch gerne als diskreter Schutz unter dem damals modischen Federbarett und großen Hüten getragen.
Einige Versionen wurden auch mit aus dem vollen Material getriebenen Stacheln versehen. Die Anzahl der Stacheln betrug fünf bis sieben. Diese dienten dazu, einen darüber getragenen Hut in Form zu halten.
Die Hirnhaube wird oft mit der Becken- oder Kettenhaube verwechselt. Sie wurde oft von Reitertruppen oder Landsknechten benutzt, die große auffällige Filz- und Lederhüte trugen.